# كومار ديباك داس
كومار ديباك داس (بالإنجليزية: Kumar Deepak Das)‏ هو سياسي هندي، ولد في 21 يناير 1989. حزبياً، نشط في Asom Gana Parishad ‏. وقد انتخب عضو راجيا سابها ‏.